# St. Nicholas Abbey

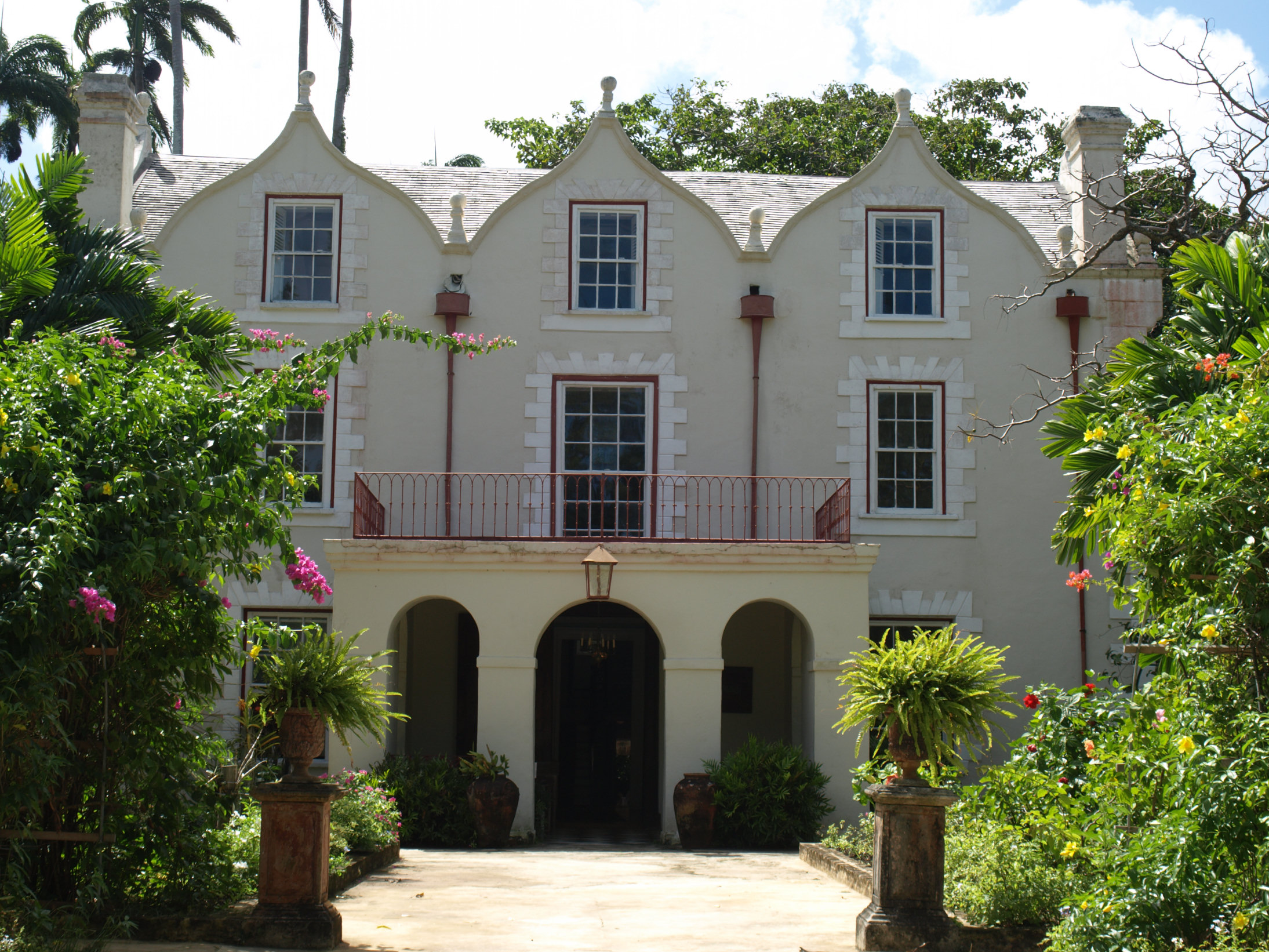
Frontfassade von St. Nicholas Abbey

St. Nicholas Abbey ist ein Herrenhaus in Saint Peter in Barbados. Es ist eines der drei letzten bis heute erhaltenen Beispiele jakobinischer Architektur in Amerika. Es ähnelt englischen jakobinischen Herrenhäusern aus der ersten Hälfte des 17. Jahrhunderts, der Periode zwischen dem Tudorstil und dem georgianischen Stil, die in der Regierungszeit Jakob I. begann.

## Geschichte und Namensherkunft
Der Name St. Nicholas Abbey steht nicht mit der Kirche in Verbindung. Das Haus war stets das Herrenhaus einer Zuckerplantage. Colonel Benjamin Berringer ließ es zwischen 1650 und 1660 erbauen. Die genaue Herkunft des Namens ist nicht bekannt, aber es gibt Gerüchte, dass es nach George Nicholas, dem Ehemann von Berringers Enkelin Susanna benannt wurde. Berringer starb in einem Duell mit seinem Nachbarn, Sir John Yeamans, der dann Berringers Witwe heiratete und das Anwesen als Eigentum beanspruchte. 1669 brachten Berringers Kinder den Fall vor Gericht und es wurde ihnen das Eigentum an dem Anwesen zugesprochen. Sir John und seine Frau zogen dann nach Nordamerika um und waren an der Gründung der Provinz Carolina beteiligt. St. Nicholas Abbey fiel später an den Baronet, Pflanzer und Gesetzgeber Sir John Gay Alleyne durch seine Heirat mit Christian Dottin. Er lebte in dem Haus von 1746 bis zu seinem Tode im Jahre 1801. Aus der Familiengeschichte der Alleynes ist bekannt, dass Sir John die eindrucksvolle Mahagoniallee zum Cherry Tree Hill anlegte. 1834 fiel das Haus durch Heirat an Charles Cave. Dessen Ururenkel Stephen Cave lebte dort von 1978 bis zu seinem Tod im November 2003.

## Architektur
Das Herrenhaus ist gut erhalten. Krummlinige Volutengiebel mit großen Kreuzblumen aus geschnittenem Korallenstein und Eckkamine sind typische architektonische Details. Der Eingangsportikus, das Treppenhaus im Chinese-Chippendale-Stil und die Holzverkleidungen aus Zedernholz kamen später hinzu. Die offenen Kamine und der eingefriedete, mittelalterliche Kräutergarten waren höchstwahrscheinlich schon in den originalen Plänen aus England enthalten und wurden originalgetreu kopiert.

## Plantage
Zuckerrohr wurde auf der Plantage seit 1640 angebaut. Heute noch sieht man die Zuckerrohrmühle und andere Gebäude der Fabrikation, die bis 1947 betrieben wurde. Heute wird das Zuckerrohr mit Lastwagen zur Zuckerfabrik in Portvale gebracht. Man kann im Haus einen Film aus den 1930er-Jahren ansehen, der das Leben auf einer Zuckerplantage zeigt.

## Tourismus und Garten
St. Nicholas Abbey gilt laut einer Liste der Barbados Tourism Authority als eines der „Sieben Wunder von Barbados“ und kann jedes Jahr einige Tausend Besucher verzeichnen. Neben den Mahagonibäumen findet man auf dem Anwesen auch Buchsbäume, Roystonea oleracea, Mangroven und Avocadobäume.
Die St. Nicholas Abbey Heritage Railway, eine schmalspurige Museumsbahn zum Cherry Tree Hill, hat hier ihren Ausgangspunkt.